# МЭС Западной Сибири
МЭС Западной Сибири (Магистральные электрические сети Западной Сибири) — филиал Открытого акционерного общества «Федеральной сетевой компании Единой энергетической системы» (ОАО «ФСК ЕЭС»), осуществляющий эксплуатацию линий электропередачи (ВЛ) и электрических подстанций (ПС) классом напряжения 220—500 кВ на территории Уральского федерального округа (УрФО).
На данный момент филиал ликвидирован.

## О предприятии
МЭС Западной Сибири — звено Единой национальной электрической сети России. В зону его обслуживания входят 3 субъекта Российской Федерации с населением свыше 3,5 млн человек: юг Тюменской области, Ханты-Мансийский автономный округ — Югра и Ямало-Ненецкий автономный округ. МЭС Западной Сибири обслуживает более 12,713 тыс. км линий электропередачи и 84 подстанции общей трансформаторной мощностью 36 550 МВА. Филиал обеспечивает электрическую связь между ОЭС Сибири и ОЭС Урала. В оперативном подчинении находятся четыре предприятия магистральных электросетей (ПМЭС) — Ямало-Ненецкое, Центральное, Восточное и Южное.

## Задачи МЭС Западной Сибири
- оказание услуг по передаче и распределению электрической энергии;
- оказание услуг по присоединению к электрическим сетям;
- оказание услуг по сбору, передаче и обработке технологической информации, включая данные измерений и учета;
- эксплуатация электрических сетей и иных объектов электросетевого хозяйства и технологическое управление ими;
- эксплуатация сетей технологической связи, средств измерений и учета, оборудования релейной защиты и противоаварийной автоматики и иного, связанного с функционированием электросетевого хозяйства, технологического оборудования, а также технологического управления ими;
- развитие электрических сетей и иных объектов электросетевого хозяйства, включая проектирование, инженерные изыскания, строительство, реконструкцию, техническое перевооружение, монтаж и наладку.

## История
Филиал образован 12 мая 2005 года приказом № 108 председателя правления ОАО «ФСК ЕЭС» в соответствии с решением Совета директоров ОАО «ФСК ЕЭС» (протокол от 28.12.2004 № 20), а также в целях обеспечения надежного функционирования и развития магистральных электрических сетей.

## Производственные показатели
МЭС Западной Сибири осуществляет эксплуатацию более 12,713 тыс. км линий электропередачи и 84 подстанций классом напряжения 220—500 кВ общей трансформаторной мощностью 36,55 тыс. МВА. Общая численность персонала более 2 150 человек.

## Линии электропередачи
| ВЛ     | км    |
| ------ | ----- |
| 500 кВ | 4 543 |
| 220 кВ | 8 591 |
| 110 кВ | 2     |

## Подстанции
| Тип подстанции | Количество |
| -------------- | ---------- |
| 500 кВ         | 19         |
| 220 кВ         | 65         |